# Jalda Rebling
Jalda Rebling (* 1951 in Amsterdam) ist eine deutsche Kantorin, Schauspielerin und Sängerin jiddischer Lieder und mittelalterlicher Musik.

## Leben

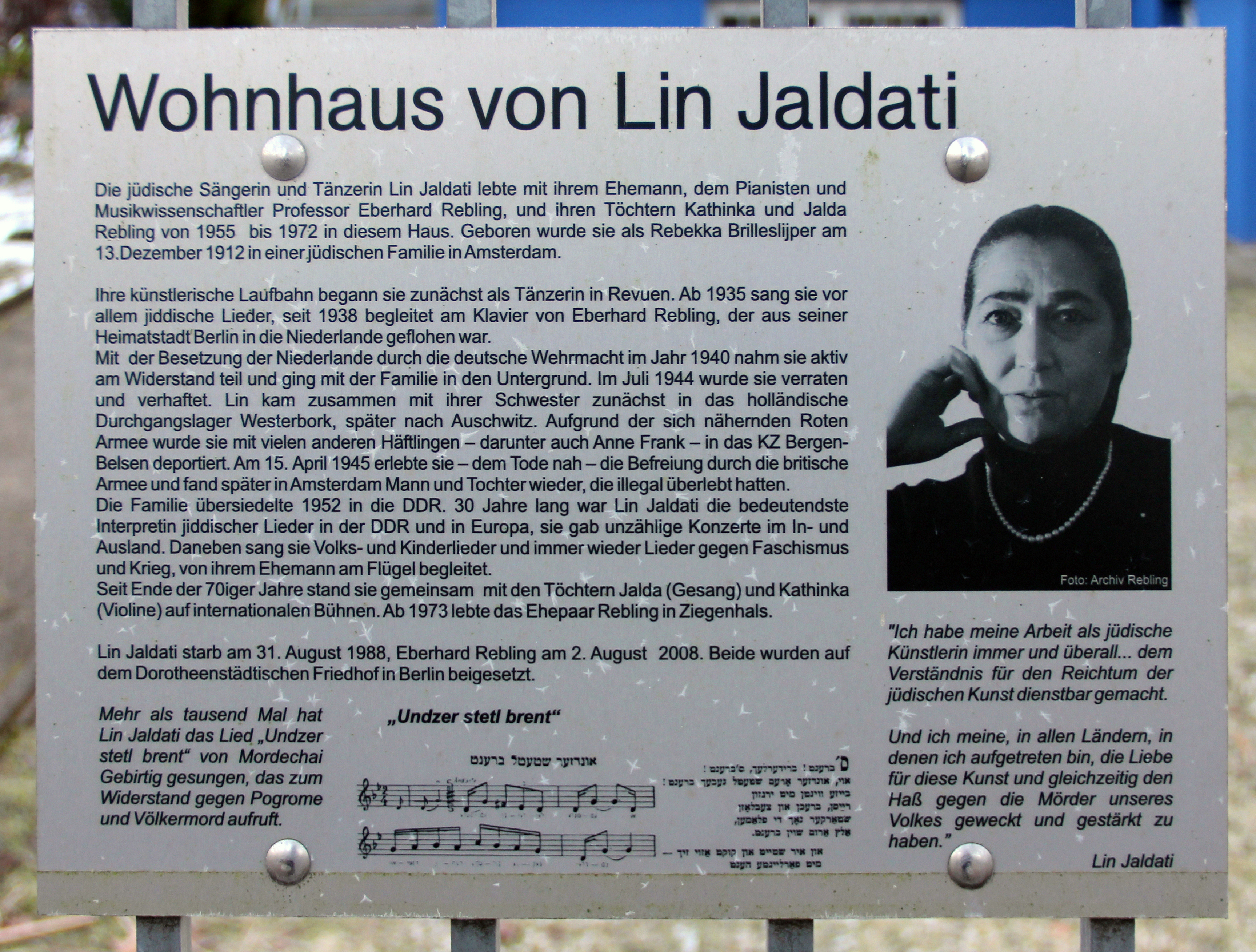
Gedenktafel am Haus, Puschkinallee 41, in Eichwalde

Ihre Eltern, das Künstlerehepaar Lin Jaldati und Eberhard Rebling, hatten sich 1937 in den Niederlanden kennengelernt, wohin Rebling vor den Nazis emigriert war. 1952 siedelte die Familie in die DDR über. Jalda Rebling studierte Schauspiel an der Staatlichen Schauspielschule Berlin und ist seit 1979 Interpretin jiddischer und sephardischer Lieder und Geschichten. In den 1980er Jahren gastierte sie mit ihrer Schwester Kathinka Rebling (Violine) und ihren Eltern auf internationalen Bühnen. Seit 1981 arbeitet sie mit Hans-Werner Apel und Stefan Maass (Laute), seit 1994 mit Susanne Ansorg (Fideln) und Michael Metzler (Percussion) und seit 2000 mit Tobias Morgenstern und Franka Lampe (Akkordeon) zusammen.
Jalda Rebling war ab 1987 Initiatorin und Projektleiterin der UNESCO-Weltkulturdekade „Tage der Jiddischen Kultur“ in Ost-Berlin. Von 1994 bis 2006 spielte sie im Hackeschen Hoftheater in Berlin jiddische Stücke. Dort kooperierte sie mit Mark Aizikovitch und Burkhart Seidemann. Tourneen führten sie zu jüdischen Musik-Festivals in Europa und Nordamerika. Von 2003 bis 2007 studierte sie im ALEPH Cantorial Program in den USA. Seit 2007 ist sie Chasanit. Jalda Rebling ist Mitglied der Jüdischen Gemeinde zu Berlin in der Neuen Synagoge. 2007 gründete sie die Initiative Jüdischer Frauen „Ohel Hachidusch“, die dem Jewish Renewal zugehörig ist.
Sie lehrte am Hebrew Union College und am Elat Chayyim in New York sowie an der University of Colorado at Boulder.
Rebling hat drei Söhne und lebt mit der Künstlerin Anna Adam zusammen in Berlin.

## Diskographie
- 1989: Ir me quiero - Lieder und Romanzen der spanischen Juden (Litera 8 65 440)
- 1993: Di goldene pawe
- 1993: Juden in Deutschland 1250–1750
- 1997: An alter nign
- 1999: Juden im Mittelalter – aus Sepharad und Ashkenas
- 2015: a brivele fun Vilne - Jalda Rebling und Franka Lampe, Raumer Records

## Hörspiel
- 1982: Brüder Grimm: Das singende springende Löweneckerchen (Bettina) – Regie: Jürgen Schmidt (Kinderhörspiel – Litera)
- 1983: Sándor Sáfár/Zoltán Jékely: Vom bärenstarken Moga (Tochter des Gutsbesitzers) – Regie: Andreas Scheinert (Kinderhörspiel – Litera)

## Filmografie
- 1972: Der Staatsanwalt hat das Wort: Vaterschaft anerkannt (TV-Reihe)
- 1974: Polizeiruf 110: Konzert für einen Außenseiter (TV-Reihe)
- 1975: Das Märchen vom Soldaten und der Schlange (TV)
- 1978: Ein Pfau wird gerupft (TV)
- 1979: Der Teufel hat ein Loch im Schuh oder Lessing in Leipzig (TV)
- 1979: Damenkrieg (TV)
- 1980: Schauspielereien: Männer mit Grundsätzen (TV-Reihe)
- 1980: Abenteuer mit den Abrafaxen (TV)
- 1981: Der Springer mit den langen Ohren (TV)
- 2012: Jalda und Anna – Erste Generation danach (Dokumentarfilm)[1]
- 2020: Neubau

## Bücher
- mit David Shneer: Lin Jaldati. Trümmerfrau der Seele (Übersetzt von Joseph Rebling). Herausgegeben vom Centrum Judaicum. Hentrich & Hentrich, Berlin 2014. ISBN 978-3-95565-072-8 (= Jüdische Miniaturen. Band 154).